# Klaus Theo Brenner
Klaus Theo Brenner (* 1950 in Fellbach bei Stuttgart) ist ein deutscher Architekt in Berlin mit starken Bindungen an die Mailänder Moderne.

## Leben
Brenner studierte an der Technischen Universität Berlin. Seine ersten beruflichen Erfahrungen sammelte er ab Mitte der 1970er Jahre beim international renommierten Berliner Architekten Josef Paul Kleihues. Dessen in der Internationalen Bauausstellung Berlin 1984/87 manifestierte Haltung, dass der Stadtgrundriss das Gedächtnis der Städte ist, beeinflusste und prägte Brenner. Zur Abrundung seiner Ausbildung arbeitete er anschließend beim italienischen Stararchitekten Vittorio Gregotti in Mailand. Neben mehreren Gastprofessuren in Genua und Mailand erhielt Brenner 1996 einen Ruf an die Fachhochschule Potsdam, wo er die Potsdam School of Architecture mit begründete.

## Wirken
Aufgrund der städtebaulich und architektonisch prägenden Erfahrungen in Berlin und in Mailand berücksichtigt Brenner immer auch die Stellung und Wirkung seiner Gebäude im städtischen Zusammenhang. Die Schönheit und Lebensfähigkeit der europäischen Städte steht im Zentrum seines architektonischen Denkens. Er hat sich damit auch theoretisch und historisch auseinandergesetzt und seine Ansichten in mehreren Buchpublikationen, unter anderem über das Städtische Reihenhaus, das Städtische Wohnpalais oder Die Gute Stadt, mit vielen Beispielen untermauert dargelegt.

## Wichtige Projekte
Nach einer anfänglichen Partnerschaft mit dem Berliner Architekten Benedict Tonon in den 1980er Jahren gründete Klaus Theo Brenner nach dem Mauerfall 1992 sein eigenes Berliner Büro mit dem Namen Klaus Theo Brenner STADTARCHITEKTUR. Neben einem Bürohaus an der Friedrichstraße und einem Hotel an der Leipziger Straße aus den 1990er Jahren zählen Masterplan und Bautätigkeit für die Rummelsburger Bucht zu den herausragenden Projekten. Das Projekt wurde 2009 mit dem Deutschen Städtebaupreis ausgezeichnet. Dem Projekt Konstanz Herosé – Stadt am Seerhein in Konstanz wurde 2011 die Hugo-Häring-Auszeichnung verliehen. Ein großes urbanes Ensemble entstand mit dem St.-Leonhards-Garten in Braunschweig. 2013 arbeitete das Büro an den Berliner Stadterweiterungen Gartenstadt Karlshorst, Wasserstadt Spindlersfeld sowie an den Stadthäusern Kurfürstenstraße und am Schlachtensee Carée.

## Bauwerke und Masterpläne (Auswahl)
- 1987: Rauchstraße, Berlin – Haus 4, in Partnerschaft mit B. Tonon
- 1987: Graf-Spee-Brücke, Berlin, in Partnerschaft mit B. Tonon
- 1989: Wohn- und Geschäftshaus Fuhlsbüttler Straße, Hamburg, in Partnerschaft mit B. Tonon (Belobigung Deutscher Architekturpreis, Bau des Jahres in Hamburg)
- 1995: Hypo-Bank, Schönebeck (Elbe) (Architekturpreis des Landes Sachsen-Anhalt, Bauen im Bestand)
- 1995–2012: Rummelsburger Bucht (Deutscher Städtebaupreis 2008)
- 1997: Kontorhaus Mitte, Block 109, Friedrichstraße, Berlin
- 1998: Sanierung Platz der Vereinten Nationen, Berlin (Bauherrenpreis Hohe Qualität zu niedrigen Kosten 1998)
- 2000: Astron Hotel, Block 108, Leipziger Straße, Berlin-Mitte
- 2000: Waldsiedlung Am Petersberg, Berlin-Zehlendorf
- 2000: Alt-Stralau, Wohnen am Wasser, Rummelsburger Bucht, Berlin
- 2001: Neubau Sporthalle und Erweiterung der denkmalgeschützten Heinrich-Schliemann-Oberschule in Berlin
- 2003: Masterplan „Herosé – Stadt am Seerhein“ in Konstanz
- 2005: Masterplan „Schinkelplatz“ in Berlin
- 2005: Masterplan „Diplomatenpark“ in Berlin
- 2006: Haus Dahm-Courths in Berlin (Nominierung Deutscher Backsteinpreis 2008)
- 2006/2007: Konstanz Herosé, Block 1+2 (Hugo-Häring-Auszeichnung 2011)
- 2007/2012: Masterplan St.-Leonhards-Garten in Braunschweig (Auszeichnung Bundeswettbewerb Nachhaltigkeit und Baukultur 2012)
- 2008/2011: Casa de Sole, Diplomatenpark Berlin
- 2008/2010: Konstanz Herosé, Block 3+4 (Hugo-Häring-Auszeichnung 2011)
- 2010: Haus Waidmann 1+2, St.-Leonhards-Garten Braunschweig
- 2011: Nordpforte und Stadthaus, St.-Leonhards-Garten Braunschweig
- 2012/2013: An der Alten Kelter, Fellbach
- 2012–2015: Gartenstadt Karlshorst, Berlin-Karlshorst
- 2012–2015: Wasserstadt Spindlersfeld, Berlin-Köpenick
- 2012: Königsquartier in Berlin-Zehlendorf
- 2013: Quartier Paulinum in Berlin-Zehlendorf
- 2013: Quartier Kirchblick in Berlin-Zehlendorf

## Schriften

### Bücher
- Architettura della Metropoli, sechs öffentliche Gebäude für Mailand, Ausstellungskatalog, Idea-Books Milano 1990 (Hrsg.)
- Schulerweiterung Kurfürstenstraße – diskursive Vorplanung als alternatives Verfahrensmodell, Städtebau und Architektur, Bericht 15, Berlin 1992
- Städtebau – Klaus Theo Brenner – Rummelsburger Bucht, Aedes 1993
- K. T. Brenner, Stadttheater, Gebr. Mann Verlag, Berlin 1994
- K. T. Brenner, das radikale Projekt der Modernen Architektur, Gebr. Mann Verlag, Berlin 1995
- K. T. Brenner, Heterotope, Gebr. Mann Verlag, Berlin 1995
- K. T. Brenner, Bau-Körper, Gebr. Mann Verlag, Berlin 1997
- Das städtische Wohnpalais, Städtebau und Architektur, Heft 40, 1999
- LBS – Stadthaus – im Zentrum zu Hause, LBS-Studie
- K. T. Brenner/Helmut Geisert, Das städtische Reihenhaus, Karl Krämer Verlag, Stuttgart 2004
- Berlin – Genova, Jovis Verlag 2005
- K. T. Brenner, Villen und Landhäuser – architektonische Entwürfe, Jovis Verlag 2006
- K. T. Brenner, „die gute Stadt“, Gebr. Mann Verlag 2009
- K. T. Brenner, „die schöne Stadt“, Jovis Verlag 2010
- K. T. Brenner (Hrsg.) „Berliner Rationalisten – razionalisti berlinesi“, AION Edizioni 2010
- K. T. Brenner, „Platz und Haus“, Wasmuth Verlag 2011
- K. T. Brenner, „Berliner Stadtprojekte“, Jovis Verlag 2012
- K.T. Brenner, "Stadtraum – Spazio Urbano – Urban Space", Wasmuth-Verlag 2013
- K.T. Brenner, "Timeless City Architecture", Wasmuth Verlag 2015

### Hochschulpublikationen
- K. T. Brenner, Stadtraum 1, Stadtraum 2, Stadtraum 3 – Städtebauliche Entwurfslehre, Hochschule der Künste, Berlin 1986
- K. T. Brenner, Corso die Composizione, Quaderni del Dip. di Progettazione, Politecnico Milano, 1989
- K. T. Brenner, Potsdamtrilogie, FH Potsdam 1997
- K. T. Brenner, Potsdam – Stadt am Wasser, ein Masterplan, Gebr. Mann Verlag, Berlin 1997
- K. T. Brenner, Auf der Suche nach dem Bild der Stadt, Masterpläne für Brandenburg, FH Potsdam 1998
- K. T. Brenner, Stadtmitte Potsdam, FH Potsdam 1999
- K. T. Brenner, Idealstadt – Rasterstadt, FH Potsdam 2000
- K. T. Brenner, Am Großen Horn, FH Potsdam 2001
- K. T. Brenner, der Block, FH Potsdam 2004
- K. T. Brenner, Gesundheitszentrum Potsdam, FH Potsdam 2005
- K. T. Brenner, Stadtlabyrinth, FH Potsdam 2007
- K. T. Brenner, Typologie der Museumsarchitektur, Ideen für die Erweiterung des Bodemuseums, SMB und FHP, 2010
- K. T. Brenner, Turmstadt, FH Potsdam 2011
- K. T. Brenner, Die schöne Stadt – Stuttgarter Block, FH Potsdam 2012

### Zeitungsartikel
- Un imagine irritante, la Hypo Bank a Schönebeck, domus 1996
- La „strada ideale“ di Brenner – Genova modello mondiale, in: La Repubblica, 14. Januar 2005
- RALF SCHÖNBALL: Vorne Kiez, hinten Garten. In: Der Tagesspiegel. 23. Juli 2005 (tagesspiegel.de).
- Hanno Rauterberg: Neue Heimat Stadt. In: Die Zeit. Nr. 34, 18. August 2005 (zeit.de).
- Neues Holländisches Viertel im Lustgarten – Potsdam-Mitte 2020, in: Potsdamer Neueste Nachrichten, 4. März 2006
- „Wie Kühe auf der grünen Wiese“, Interview in: Potsdamer Neueste Nachrichten, 16. Januar 2010
- „Wohnprojekt Hofgärten prägt Stadtsilhouette am Seerhein“, Konstanz, in: Immobilien Zeitung, 21. Oktober 2010
- Neues Wohnen im Zentrum (Fellbach), in: Immobilien Zeitung, 12. Mai 2011
- „Nah am Wasser gebaut“ („Wasserstadt Spindlersfeld“), in: Der Tagesspiegel, 6. November 2011
- Citta sul Reno, Herosé Konstanz, AION 19/2012
- TONG-JIN SMITH: Karlshorst: Flugzeughallen zu Wohnraum. In: Der Tagesspiegel. 14. Januar 2012 (tagesspiegel.de).
- „Das Ganze ist ein einziges Schlamassel“, Interview in Potsdamer Neueste Nachrichten, 15. April 2013